# Ланкре, Никола
Никола́ Ланкре́, Николя́ Ланкре́ (фр. Nicolas Lancret; 22 января 1690, Париж — 14 сентября 1743, там же) — французский рисовальщик и живописец, коллекционер живописи, академик (с 1719) и советник (с 1735) Королевской академии живописи и скульптуры в Париже; ведущий представитель раннего рококо, автор около семисот картин в жанрах «галантных празднеств», портретов и бытовых сцен, в том числе на литературные и театральные сюжеты. «Он блестяще изобразил дух лёгкой комедии, свойственный вкусам и нравам французского общества периода Регентства».

## Биография
Никола Ланкре был сыном Робера Ланкре (1645—1695), кучера, а затем контролёра предместья Порте-Сент-Антуан в Париже. Никола с юных лет был предназначен для профессии гравёра. С этой целью он получил первые уроки рисования у своего старшего брата Франсуа-Жозефа Ланкре (1686—1752), который был мастером репродукционной гравюры. Но затем Никола Ланкре решил бросить работу гравёра ради живописи.
Сначала он поступил в мастерскую Пьера Дюлена, профессора Академии, но его знакомство с Ватто и восхищение им побудили его оставить Дюлена ради учёбы у Клода Жилло, чьим учеником был Антуан Ватто. Жилло подружился с Ланкре и посоветовал ему покинуть мастерскую, избрать в качестве учителя только природу, рисовать пейзажи в окрестностях Парижа и сочинять композиции, в которых он мог бы использовать свои наблюдения. Ланкре последовал этому совету, и две выполненные им картины, выставленные на площади Дофина, имели большой успех, заложивший основу его благосостояния, и были приняты публикой за картины Ватто, что стало главной причиной охлаждения отношений двух выдающихся художников.
В Британском музее хранится серия рисунков Ланкре, выполненных красным мелом (сангиной), а в Национальной галерее в Лондоне выставлены четыре картины — «Четыре возраста человека», упоминаемые д’Аржанвилем среди основных произведений Ланкре.
24 марта 1719 года Ланкре был принят в академики, в 1735 году стал советником Королевской Академии живописи и скульптуры.
Ланкре большую часть своей жизни был одинок. Однако в 1741 году он женился на 18-летней внучке Бурсо, автора книги «Эзоп при дворе». Предположительно, Ланкре был вынужден жениться на ней после того, как обнаружил, что она и её умирающая мать живут в бедности в мансардной комнате, и услышал, что дочь вскоре будет вынуждена уйти в монастырь. Сам Ланкре умер от пневмонии 14 сентября 1743 года.

## Творчество
В своих прогулках, следуя советам Жилло, Никола Ланкре делал зарисовки всего, что его привлекало, создав немалое количество изображений бытовых сцен, деревенских свадеб, балов, ярмарок. Он изображал сельские прогулки и увеселения, пасторали, маскарады. Никола Ланкре писал картины в духе «галантных сцен» Антуана Ватто. Особое внимание, как и Ватто, он уделял театру, постоянно находился под впечатлением постановок комедий и балетов, персонажей итальянской Комедии дель арте. Он также сделал несколько портретов современников и исторических композиций. Его картины были столь успешны и отвечали духу времени, что их часто принимали за произведения Ватто. Однако главный принцип творчества Ланкре заключался в том, чтобы всегда писать с натуры, и он подавал пример, каждый год, почти до конца своей жизни, рисовал в Академии с живой модели.
Часто посещая вместе со своим другом живописцем Франсуа Лемуаном, собрания живописи, Ланкре изучал манеру старых мастеров; он имел репутацию просвещённого знатока с безошибочным глазом.
Никола Ланкре выполнял заказы герцога д’Антена, Антуана Кроза, короля Фридриха II Прусского, писал картины для королевских дворцов Фонтенбло, Ла Мюетт и завершал живописное оформление Большого дворца в Версале.
Ланкре познакомился с талантливым гравёром Никола де Лармессеном (Четвёртым), который прекрасно его понимал и блестяще передавал его картины в гравюрах. Ланкре выполнил множество картин, значительная часть которых (более восьмидесяти) была награвирована — большая часть Лармессеном, в том числе для серии «Сказок Лафонтена».
Ланкре расписывал ширмы, каминные экраны, портшезы, веера. По его живописным оригиналам Антуан Куапель вместе с сыном Шарлем Антуаном изготавливали картоны шпалер для Королевской мануфактуры Гобеленов 
Во второй половине XVIII века, в эпоху неоклассицизма и, отчасти, в период романтизма конца столетия, к произведениям Ланкре художники и коллекционеры относились с некоторым пренебрежением. В начале XX века в связи с тенденциями пассеизма и возрастанием интереса к искусству XVIII столетия, например, в творчестве русских художников объединения «Мир искусства», оригинальное творчество Никола Ланкре снова стало привлекать внимание художников, коллекционеров, историков искусства.

## Галерея

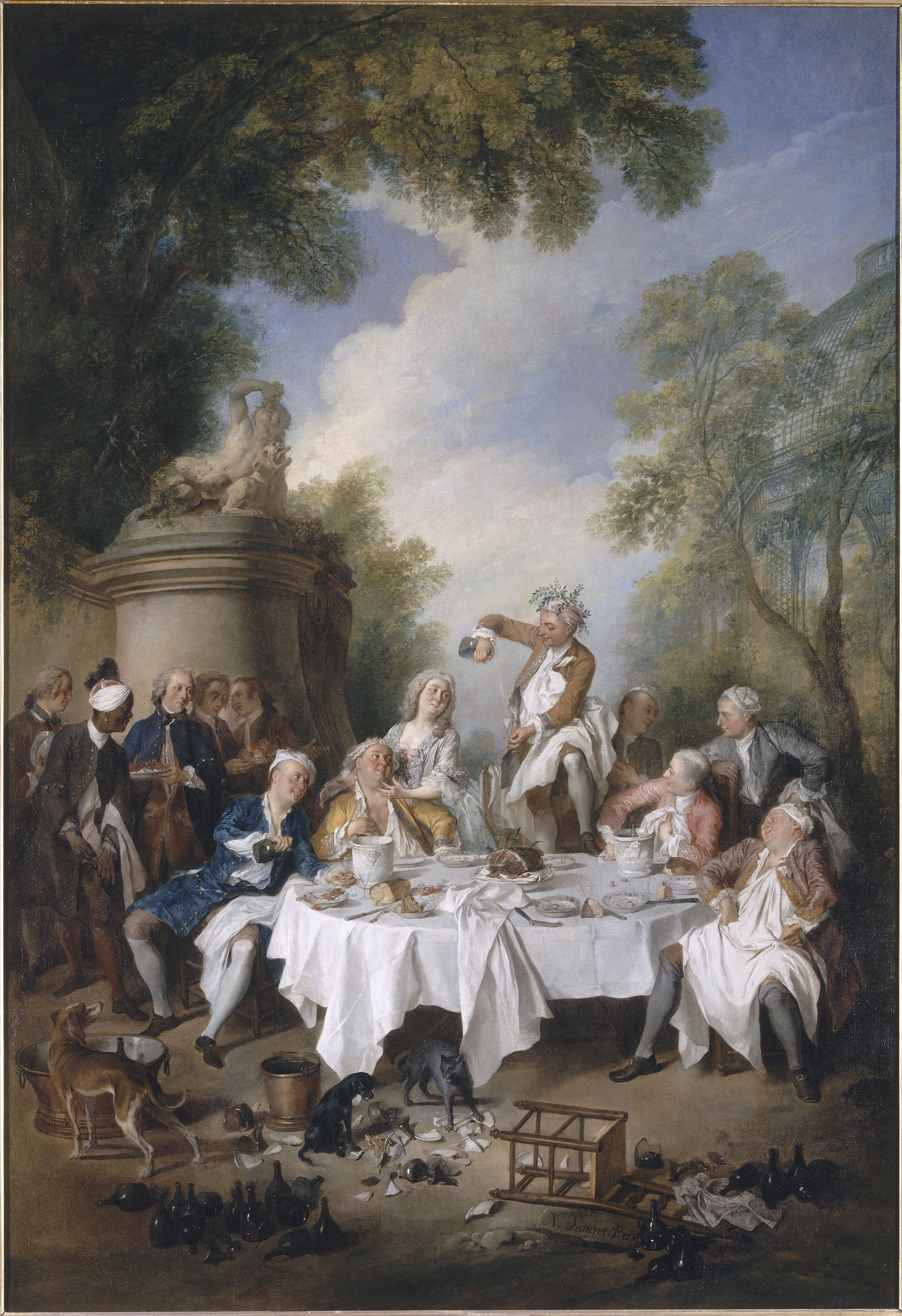
Завтрак с ветчиной. 1735. Холст, масло. Музей Конде, Шантийи
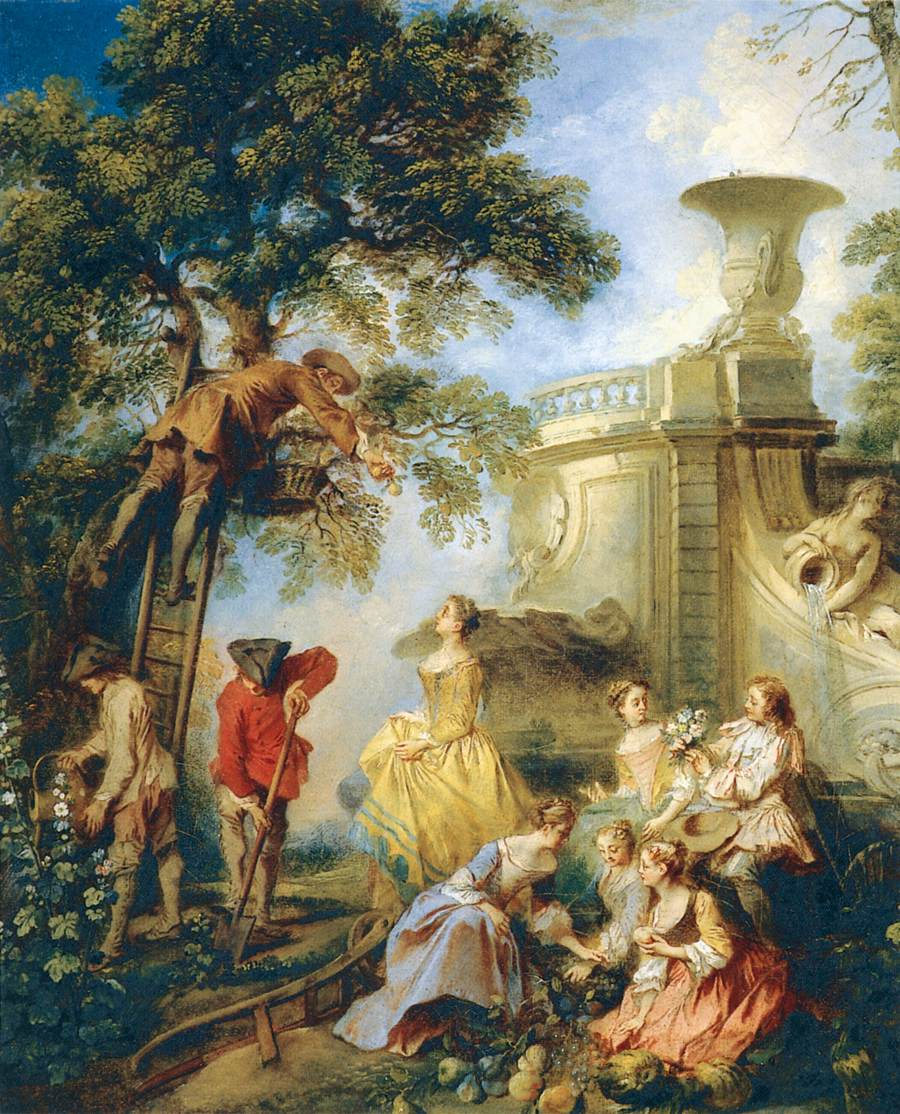
Аллегория Земли. Ок. 1730. Холст, масло. Музей Тиссена-Борнемисы, Мадрид
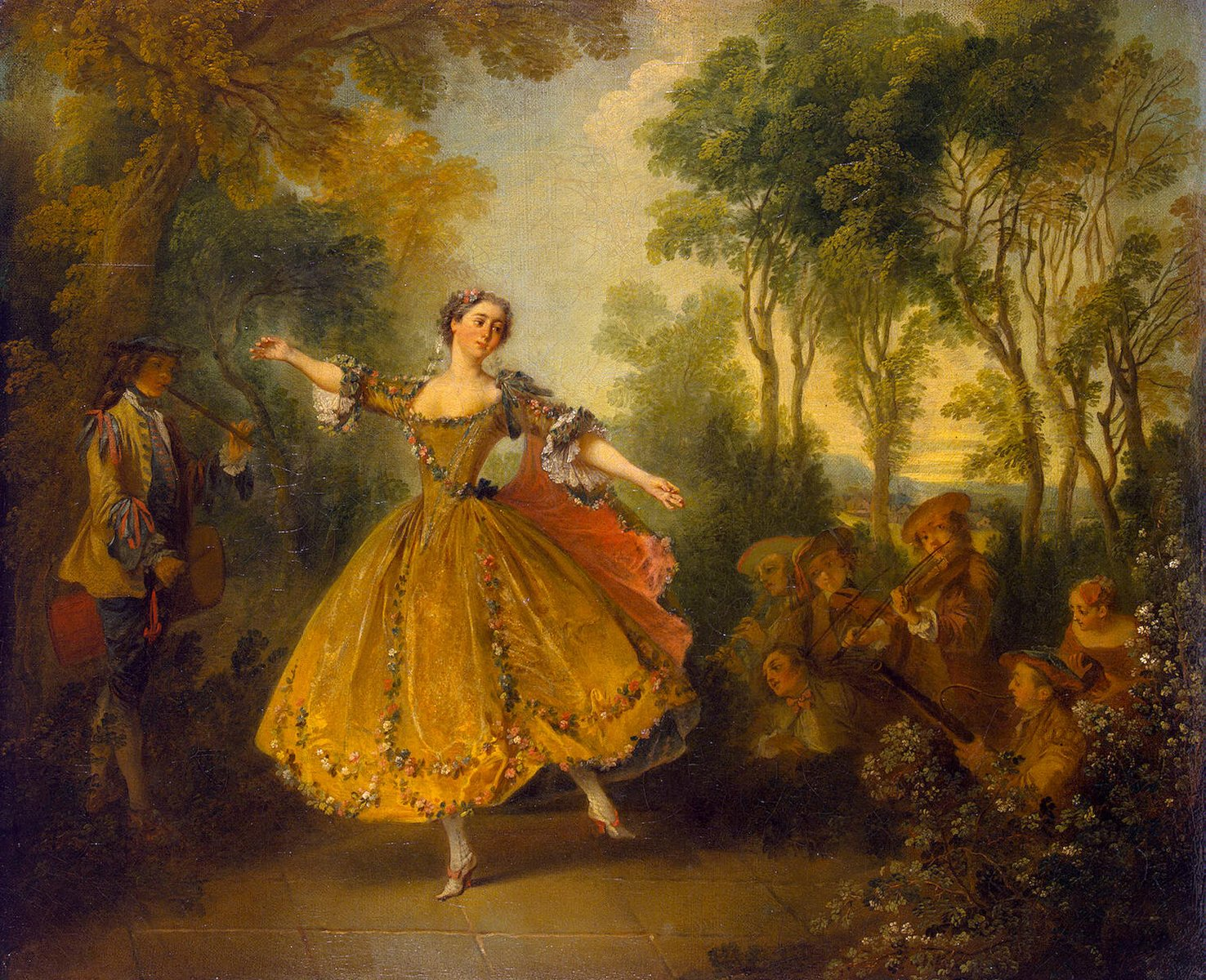
Танцовщица Камарго. Ок.1730. Холст, масло. Государственный Эрмитаж, Санкт-Петербург
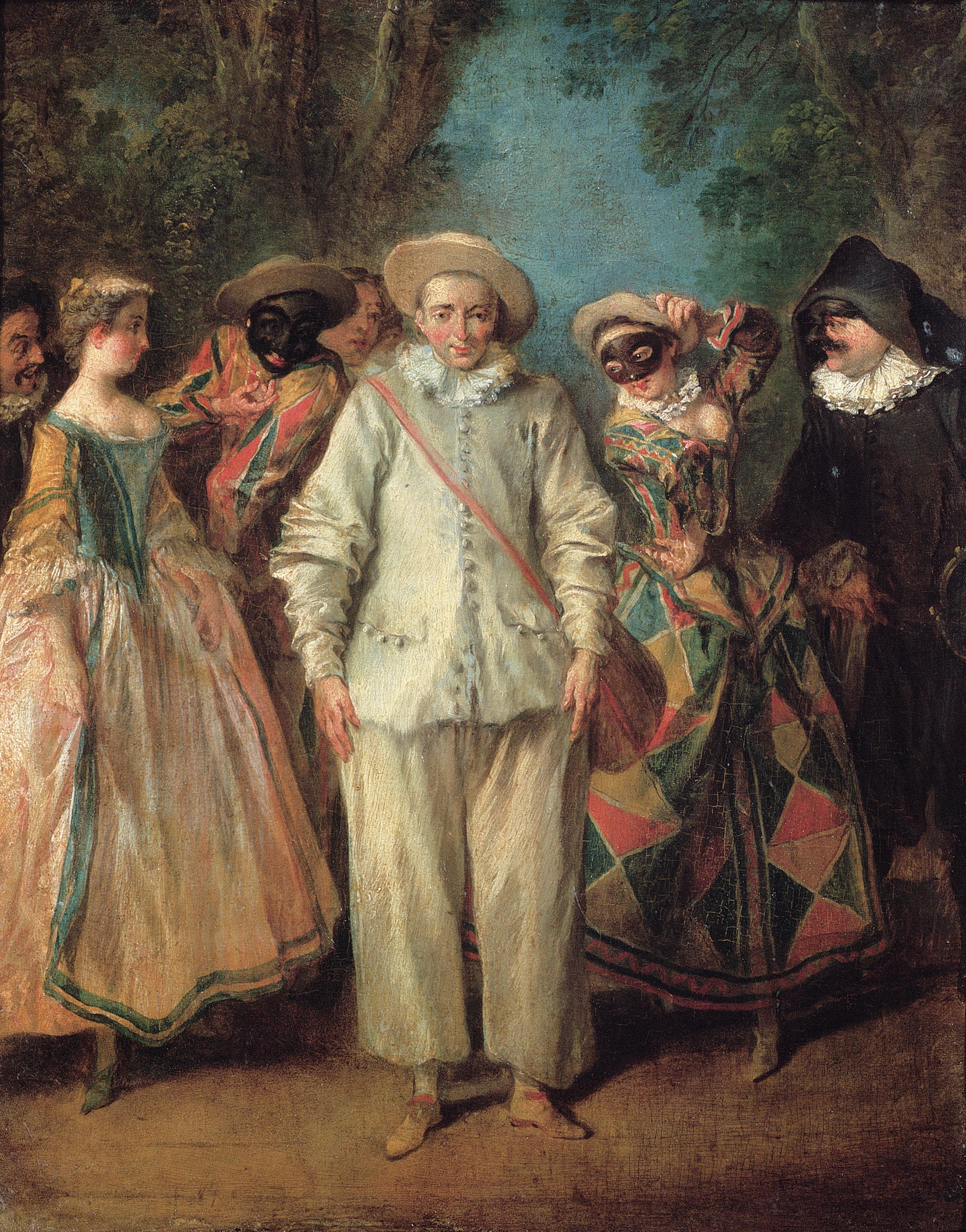
Актёры итальянской комедии. Между 1716 и 1736. Дерево, масло. Лувр, Париж
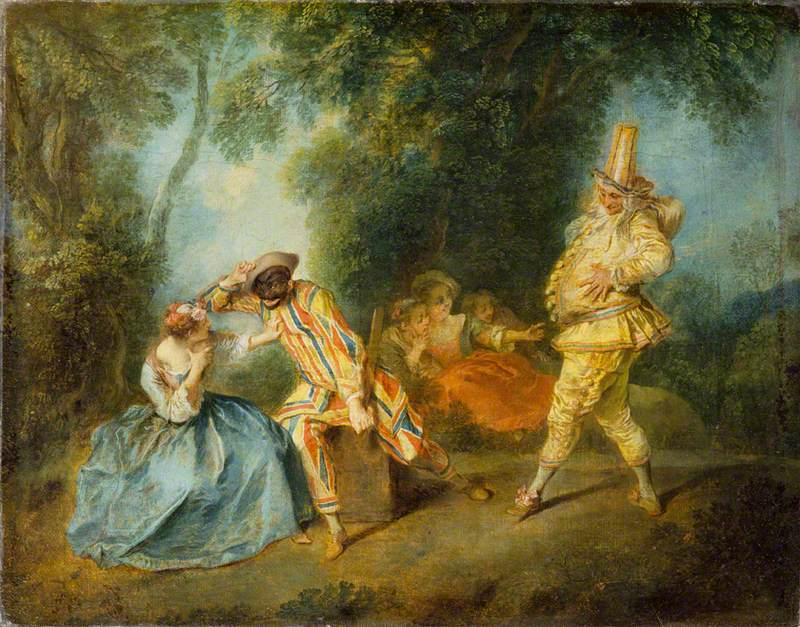
Сцена итальянской комедии. 1734. Холст, масло. Собрание Уоллеса, Лондон
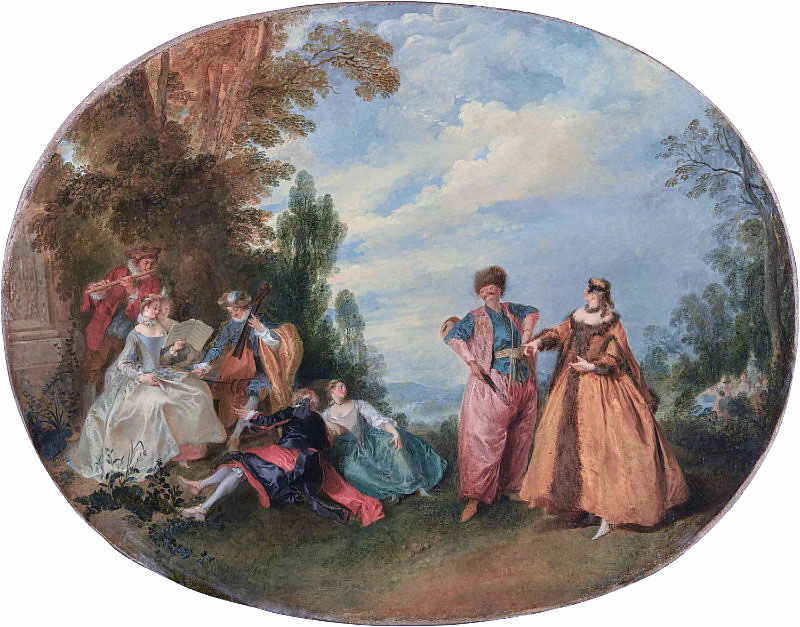
Концерт под открытым небом с прекрасной гречанкой и влюбчивым турком. Холст, масло. Частное собрание
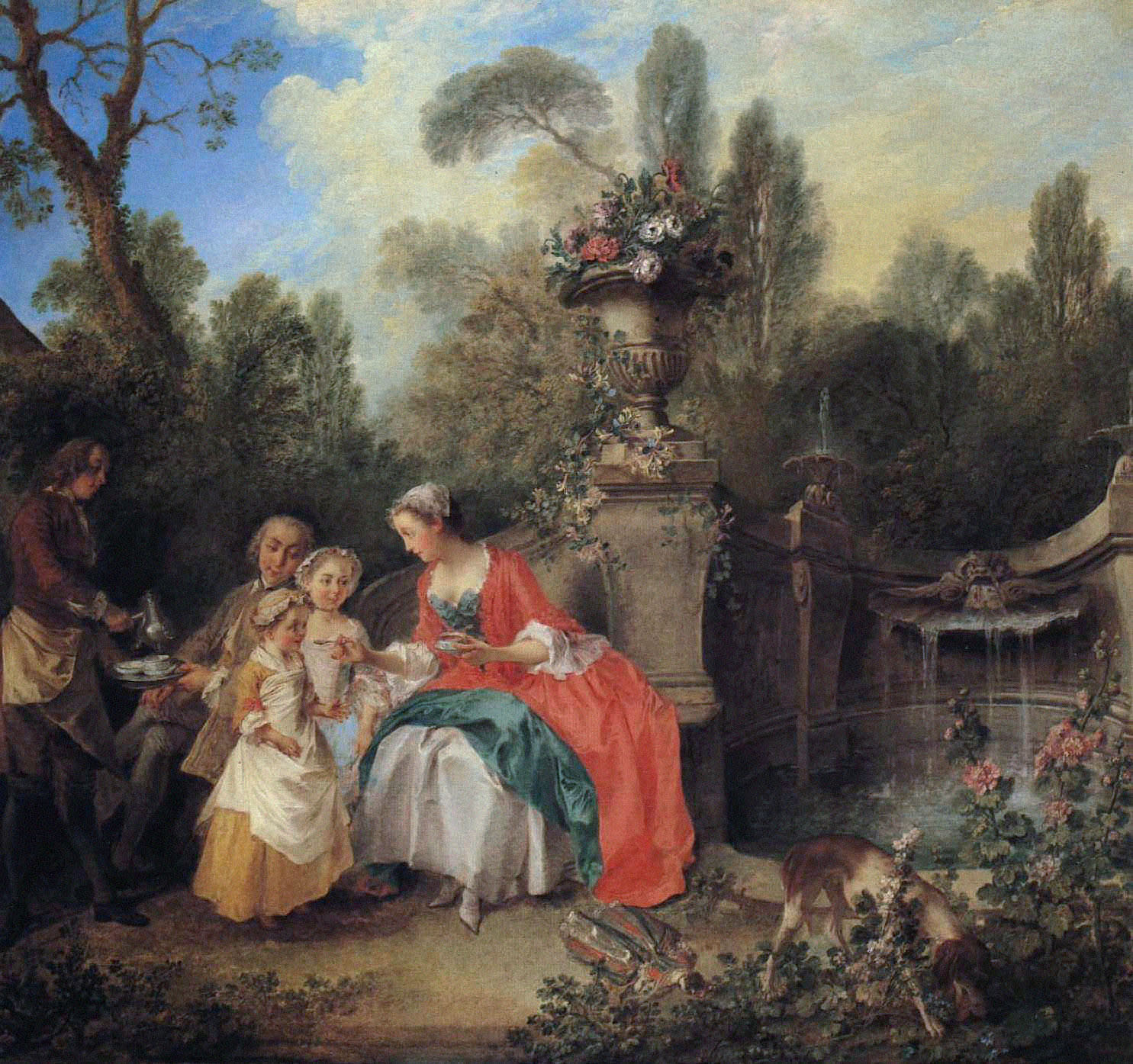
Дама и кавалер, пьющие кофе с детьми в саду. 1742. Холст, масло. Национальная галерея, Лондон
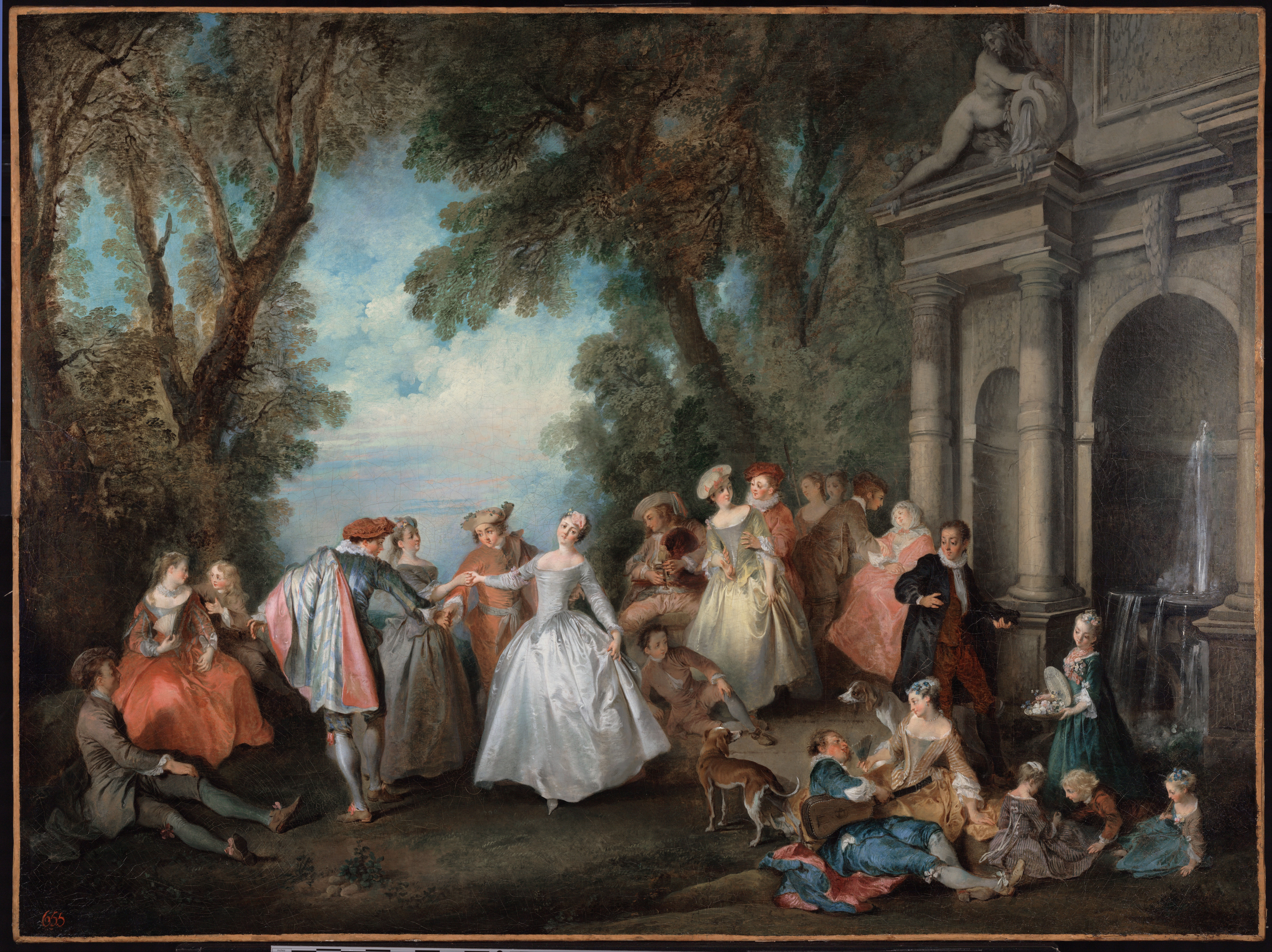
Французский танец перед фонтаном. 1724. Холст, масло. Центр Гетти, Лос-Анджелес
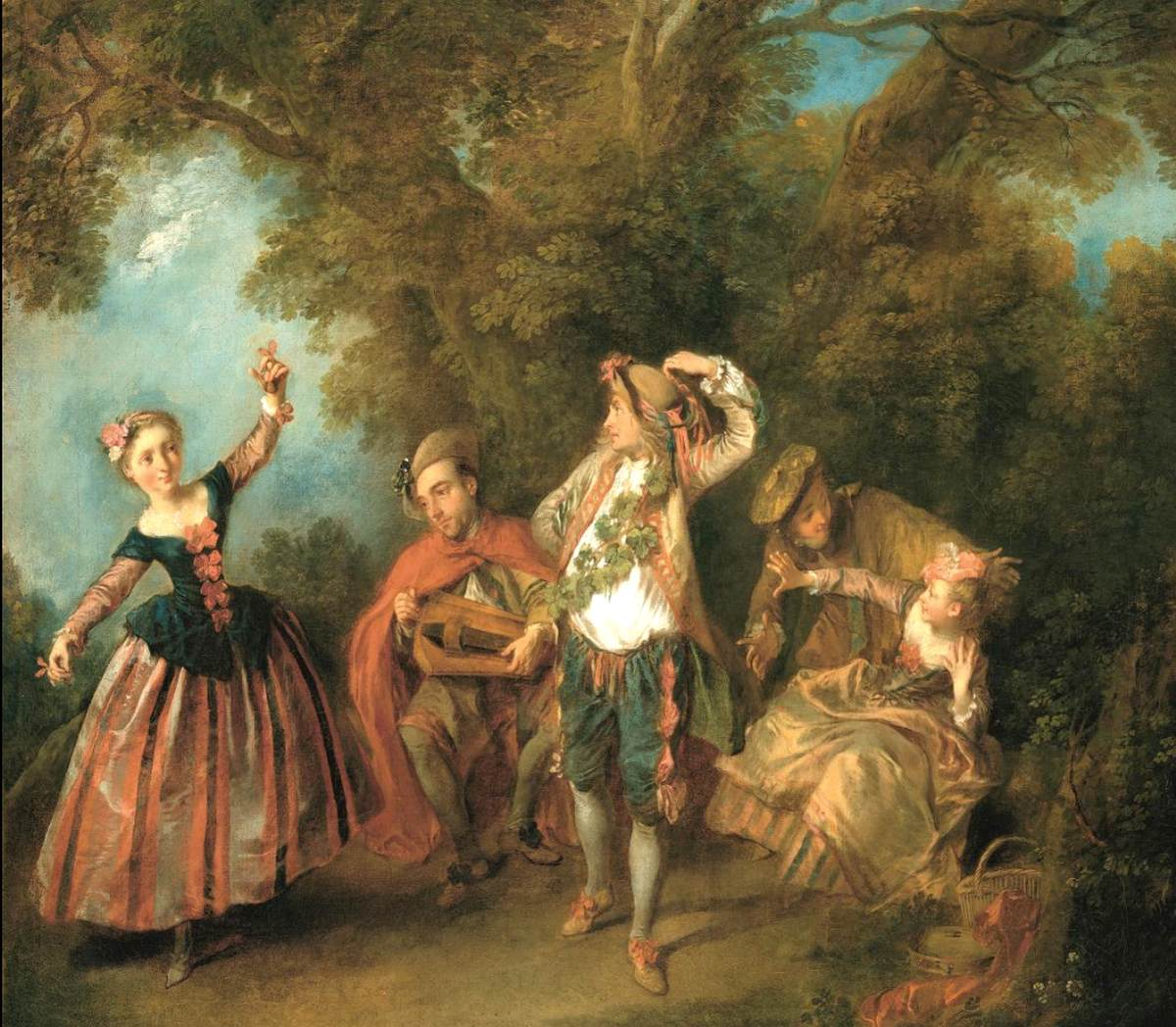
Менуэт. 1732. Холст, масло. Частное собрание

## Наиболее известные произведения
В Лувре:
- «Весна» (ок. 1730)
- «Лето»
- «Осень»
- «Зима»
- «Горлицы»
- «Птичье гнёздышко»
- «Актёры итальянской комедии»
- «Времена года» (1738)

В Эрмитаже:
- «Весна» (ок. 1730)
- «Лето» (1730)
- «Молодые люди в парке», или «Качели» (1730-е годы)
- Сцена из трагедии Тома Конеля «Граф Эссекс» (1734)
- «Общество в саду» (1690—1743)
- «Концерт в парке» (1720—1743 годы)
- «Танцовщица Камарго» (1730)

В других музеях:
- «Качели» (Стокгольмский музей)
- «Жмурки» (Стокгольмский музей)
- «Детство», «Юность», «Зрелый возраст» и «Старость» (Лондонская галерея)
- «Танцы в парке» (Дрезденская галерея)
- «Женщина, ищущая блох» (1720—1730, Лондон, собрание Уоллеса, A Girl in a Kitchen)